# فتح القلعي
أبو نصر فتح القلعي، المعروف أيضًا بلقبه مبارك الدولة وسعدها وفاتح القلعي، كان والي قلعة حلب في عهد الأمير منصور بن لؤلؤ (حكم من 1008 إلى 1016). في عام 1016، ثار ضد المنصور، بالتواطؤ على الأرجح مع صالح بن مرداس، مما أجبر المنصور على الفرار. وبعد أشهر قليلة، تنازل فتح عن السيطرة على حلب للخلافة الفاطمية، معلنًا بذلك بداية الحكم الفاطمي المباشر على المدينة. وبعد ذلك تولى مناصب في صور، ثم في القدس. بصفته حاكمًا للقدس، ساعد فتح القائد الفاطمي أنشتكين الدزبري في قمع تمرد الجراحيين في عامي 1024 و1025، وحافظ على النظام بين الحاخامية والطائفة اليهودية القرائية خلال مهرجانات هوشانا راباه [الإنجليزية] في جبل الزيتون في عامي 1029 و1030.

## الحياة المهنية المُبكرة
كان فتح غلامًا لمنصور بن لؤلؤ، أمير حلب بين عامي 1008 و1016. ليس من الواضح متى عُين فتح حاكمًا لقلعة حلب، لكنه كان حاكمًا بحلول عام 1014 على الأقل. وفي ذلك العام، ربما يكون قد تواطأ لتحرير زعيم بني كلاب صالح بن مرداس من زنزانة القلعة. وبعد فترة وجيزة، أصبح صالح خصمًا رئيسًا لمنصور، حيث أسره في نفس العام الذي هرب فيه من السجن ثم أطلق سراحه مقابل نصف عائدات حلب. تجدد الصراع بين صالح والمنصور عندما تراجع المنصور عن اتفاقهما وقام بنو كلاب بمحاصرة حلب.

## التمرد

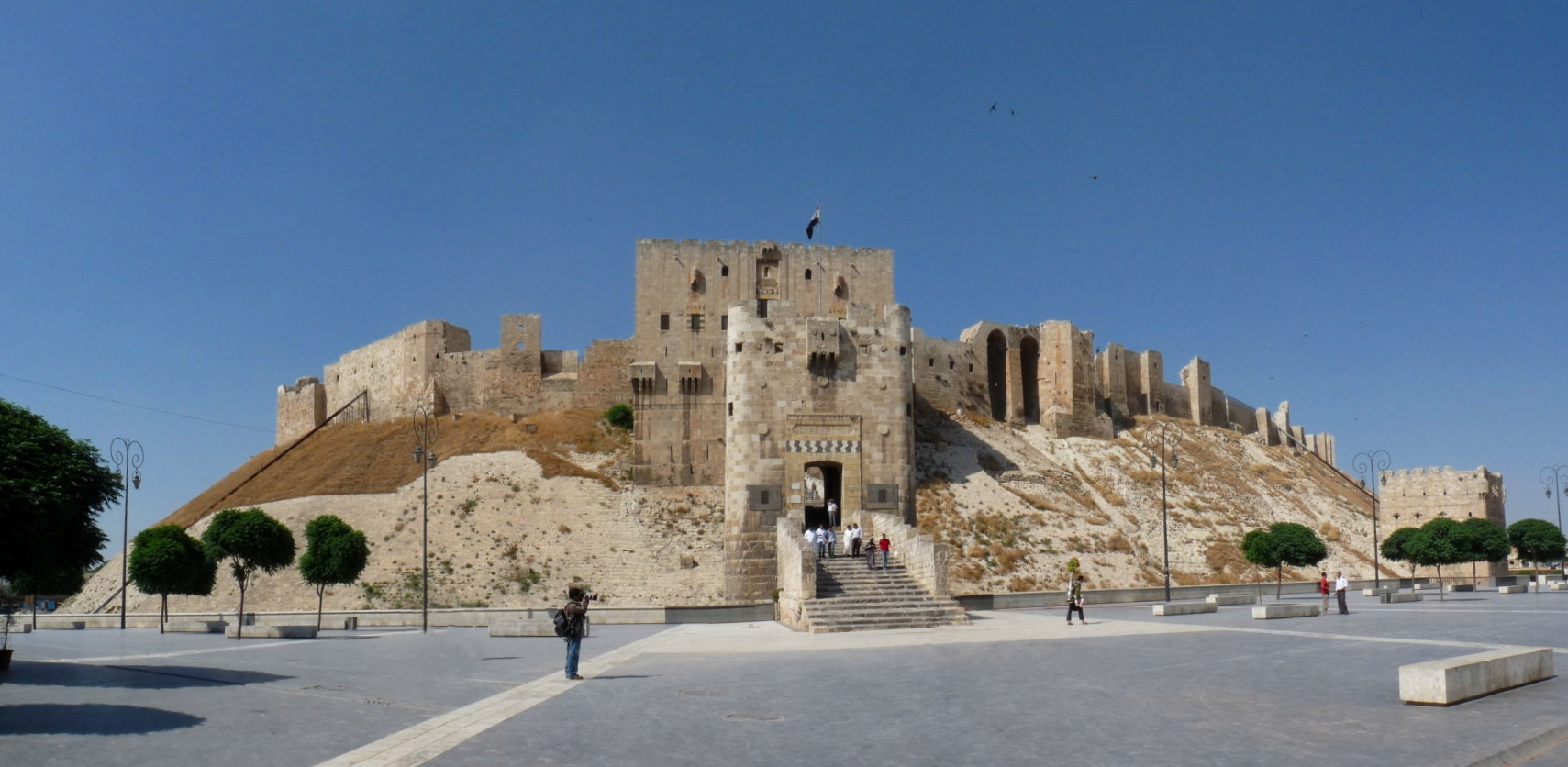
قلعة حلب عام 2010. وكان فتح واليًا على القلعة في عهد منصور بن لؤلؤ، ومن هذا المنصب اشتق اسمه القلعي.

في 7 كانون الثاني 1016، ثار فتح ضد المنصور بالتواطؤ المحتمل مع صالح. وقد اندلعت الثورة بسبب إدراك فتح لمؤامرات المنصور ضده؛ فاتهم المنصور فتح بالتواطؤ مع صالح. دفع تصرف فتح منصور إلى الفرار من حلب. وتم التوصل إلى اتفاق بين فتح وصالح في صباح يوم الثورة لتنفيذ اتفاق منصور مع الأخير بشأن تقاسم عائدات إمارة حلب. ومع ذلك، في الوقت نفسه، كان فتح يهدف إلى تأمين منصبه بشكل أكبر من خلال مناشدة الحاكم الفاطمي لأفامية (قلعة المضيق)، علي الضيف، لإرسال قوات إلى حلب، وهو ما فعله الضيف. وكتب فتح أيضًا إلى الخليفة الفاطمي الحاكم وأعطى الأخير ولاءه. شكر الحاكم الفاطمي فتح ومنحه لقب مبارك الدولة وسعدها.
عارض صالح الوجود العسكري الفاطمي في حلب، والذي كان يطمع فيه، وحذر فتح ونصحه بإخراجهم بمساعدة رجال قبيلة الكلابي التابعة له. عرض صالح على فتح اتفاقية تقضي باستمرار سيطرة الفتح على القلعة، بينما يسيطر بنو كلاب على المناطق الداخلية من حلب. وفي الوقت نفسه ضغط الحاكم على فتح للتنازل عن حلب للإدارة الفاطمية مقابل إقطاع مدى الحياة يشمل صيدا وصور وبيروت وجميع كنوز قلعة حلب. فذهب فتح إلى صالح بهذه المعلومات، ونصحه برفض عرض الحاكم الفاطمي. وكان فتح يميل إلى قبول ترتيب صالح، إلا أنه واجه احتجاجات من أهل حلب الذين رفضوا حكم بني كلاب البدوي. في هذه الأثناء، طلب الضيف تعزيزات من الحاكم، الذي أرسل بدوره قوات من طرابلس وصيدا. كما أمر الحاكم أيضًا قبيلتي طيء وكلب بالتحرك نحو حلب لدعم القوات الفاطمية. ولم يكن فتح وصالح مستعدين عسكريًّا لمواجهة هذه القوات. وهكذا قَبِل فتح مهمة الحاكم المقترحة في صور وغادر حلب.

## المشاركات اللاحقة
اُستُبدل فتح بأول حاكم فاطمي معين لحلب، عزيز الدولة، في تشرين الأول 1016. حكم فتح مدينة صور لبعض الوقت قبل أن يتم تعيينه حاكمًا على القدس في عهد الخليفة الظاهر، وذلك في منتصف عشرينيات القرن الحادي عشر على الأقل. في عام 1024، هاجم زعيم الجراحين من طيء، حسن بن مفرج، القدس أثناء تمرده ضد أنشتكين الدزبري، الحاكم الفاطمي لفلسطين. وفرض الحسن على فتح غرامة قدرها ثلاثين ألف دينار ذهبي، ونهب الأموال التي خزنها الدزبري في المدينة. وفي وقت لاحق، قاتل فتح إلى جانب الدزبري أثناء الهجوم على معسكر الحسن خارج الرملة في شباط 1025.
ويبدو أن فتح كان لا يزال حاكمًا للقدس في عامي 1029 و1030. خلال العامين، أشرف على مهرجان هوشانا راباه [الإنجليزية] في جبل الزيتون، أحد أكبر التجمعات اليهودية للحج في العام في ذلك الوقت. خلال مهرجان عام 1029، والذي كان أول مهرجان من نوعه يُعقد منذ ثورة بني الجراح عام 1024، حاولت المؤسسة الدينية الحاخامية طرد أعضاء طائفة اليهودية القرائيين بشكل جماعي. ومع ذلك، أبطَل الحكام الفاطميين المحليين هذه الخطوات بعد شكوى زعماء الجيونيم اليهود، وكان فتح والدزبري من جُملة الحكام الذين أبطلوا هذه الخطوة. وفي العام التالي، أصدر الدزبري مرسومًا يحذر الحاخامات من حظر القرائيين، وأمر فتح وجنوده بالإشراف على المهرجان بالسياط والسلاسل المعدة لردع مثل هذه الأفعال.

## فهرس
- Bianquis, Thierry (1993). "Mirdas". In Bosworth, C. E.; van Donzel, E.; Heinrichs, W. P.; Pellat, Ch. (eds.). The Encyclopaedia of Islam, New Edition, Volume VII: Mif–Naz (بالإنجليزية). Leiden: E. J. Brill. pp. 115–123. ISBN:90-04-09419-9.
- Gil، Moshe (1997) [1983]. A History of Palestine, 634–1099. ترجمة: Ethel Broido. Cambridge: Cambridge University Press. ISBN:0-521-59984-9. {{استشهاد بكتاب}}: يحتوي الاستشهاد على وسيط غير معروف وفارغ: |chapterurl= (مساعدة)
- Rustow، Marina (2008). Heresy and the Politics of Community: The Jews of the Fatimid Caliphate. Ithaca: Cornell University Press. ص. 218.
- Zakkar، Suhayl (1971). The Emirate of Aleppo: 1004–1094. Aleppo: Dar al-Amanah. مؤرشف من الأصل في 2024-12-26.

| سبقه منصور بن لؤلؤ | أمير حلب كانون الثاني 1016–تشرين الأول 1016 م | تبعه عزيز الدولة |